# میلکو گایدارسکی
میلکو گایدارسکی (بلغاری: Милко Трилов Гайдарски؛ ۱۸ مارس ۱۹۴۶ – ۲۳ دسامبر ۱۹۸۹) بازیکن فوتبال اهل بلغارستان بود.
از باشگاه‌هایی که در آن بازی کرده‌است می‌توان به باشگاه فوتبال لفسکی صوفیه اشاره کرد.
وی همچنین در تیم ملی فوتبال بلغارستان بازی کرده‌است.